# Doundou (Kourni)
Doundou ist ein Dorf in der Landgemeinde Kourni in Niger.

## Geographie
Das Dorf liegt rund sieben Kilometer nordöstlich des Hauptorts Kourni der gleichnamigen Landgemeinde, die zum Departement Kantché in der Region Zinder gehört. Zu weiteren Siedlungen in der Umgebung von Doundou zählen die Gemeindehauptorte Tsaouni im Nordwesten und Yaouri im Südosten sowie der Weiler Gidan Moutoun Daya im Nordosten.
Doundou ist Teil der Übergangszone zwischen Sahel und Sudan. Die durchschnittliche jährliche Niederschlagsmenge beträgt hier zwischen 400 und 500 mm.

## Geschichte
Das Departement Kantché war in den 2010er Jahren stark von illegaler saisonaler Arbeitsmigration nach Algerien betroffen. Die gefährliche Route führte die Migranten durch die Wüste Sahara. Um dieses Phänomen einzudämmen, wurden von 2015 bis 2016 in mehreren Dorfgemeinschaften des Departements Gruppen etabliert, die Rückkehrern ein Einkommen vor Ort schaffen sollten. In Doundou waren dies die Gruppen Alheri, Hakouri und Munsa Allah gaba für Pflanzenölgewinnung, denen jeweils 15 Personen angehörten. Das Projekt wurde von der Internationalen Organisation für Migration logistisch unterstützt und vom Schweizer Staatssekretariat für Migration finanziert.

## Bevölkerung
Bei der Volkszählung 2012 hatte Doundou 1646 Einwohner, die in 270 Haushalten lebten. Bei der Volkszählung 2001 betrug die Einwohnerzahl 1060 in 165 Haushalten und bei der Volkszählung 1988 belief sich die Einwohnerzahl auf 954 in 175 Haushalten.

## Wirtschaft und Infrastruktur
Es gibt eine Schule im Dorf.
Eine Untersuchung von über 3000 Dörfern in Niger in den Jahren 2014 bis 2018 ergab, dass im Gebiet mit einem Radius von einem Kilometer um Doundou 200 Hektar rein landwirtschaftlich genutzte Flächen vorhanden waren, während die Oberfläche bei 50 Hektar Land aus Ortstein bestand, was durch Übernutzung und Entfernung der Oberflächenvegetation verursacht worden war.